# مقاطعة هورفانو (كولورادو)
مقاطعة هورفانو (بالإنجليزية: Huerfano County)‏ هي إحدى مقاطعات ولاية كولورادو في الولايات المتحدة الأمريكية.